# Seiya Kojima
Seiya Kojima (jap. 小島 聖矢, Kojima Seiya; * 2. Juni 1989 in Nogi, Präfektur Tochigi) ist ein japanischer Fußballspieler.

## Karriere
Seiya Kojima erlernte das Fußballspielen auf der RKU-Oberschule Kashiwa. Seinen ersten Vertrag unterschrieb er 2008 beim japanischen Verein Ryūtsū Keizai University FC. Der Verein befindet sich in Ryūgasaki in der Präfektur Ibaraki. 2011 wechselte er nach Thailand. Hier unterschrieb er einen Vertrag beim damaligen Zweitligisten Sriracha FC in der Provinz Chonburi. 2013 wechselte er zum Ligakonkurrenten Navy FC nach Sattahip. Nach nur einer Saison in Sattahip zog es ihn weiter nach Ayutthaya, wo er zwei Jahre für den Ayutthaya FC spielte. 2016 bis 2017 spielte er für den Drittligisten Khon Kaen FC. Zur Rückserie 2017 unterschrieb er einen Vertrag beim Erstligisten Navy FC, wo er auch zum Publikumsliebling avancierte. 2018 wechselte er nach Bangladesch, wo er einen Vertrag bei Dhaka Abahani Limited, einem Verein, der in der Hauptstadt Dhaka beheimatet ist, unterschrieb. Nach nur sechs Monaten kehrte er zur Rückserie nach Thailand zurück um bei Ubon UMT United auf dem Platz zu stehen. Nach Beendigung des Vertrags ging er 2019 zurück nach Japan. Er schloss sich dem Viertligisten Nara Club an. Zur Rückserie 2019 kam er wieder nach Thailand zurück, um für den Zweitligisten BG Pathum United FC zu spielen. Die Saison 2019 wurde er mit BG Meister der Thai League 2 und stieg somit in die erste Liga auf. Nach Vertragsende wurde sein Vertrag nicht verlängert. Bis Juli 2020 war er vertrags- und vereinslos. Mitte Juli 2020 nahm ihn der Zweitligist Kasetsart FC aus Bangkok unter Vertrag. Für Kasetsart absolvierte er 22 Zweitligaspiele. Zu Beginn der Saison 2021/22 unterschrieb er einen Vertrag beim Ligakonkurrenten Ayutthaya United FC. Für Ayutthaya stand er 27-mal in der zweiten Liga auf dem Rasen. Im Juli 2022 wechselte er zum Erstligaabsteiger Suphanburi FC. Für den Verein aus Suphanburi bestritt er 16 Ligaspiele. Im Dezember 2022 wurde sein Vertrag aufgelöst. Im gleichen Monat unterschrieb er einen Vertrag beim Drittligisten Bangkok FC. Mit dem Verein aus der Hauptstadt spielte er in der Bangkok Metropolitan Region der Liga. Die Saison 2023/24 feierte er mit dem Bangkok FC die Meisterschaft der Region sowie den Aufstieg in die zweite Liga.

## Erfolge
BG Pathum United FC
- Thailändischer Zweitligameister: 2019  ▲

Bangkok FC
- Thai League 3 – Bangkok Metropolitan: 2023/24  ▲

## Sonstiges
Seiya Kojima ist der jüngerer Bruder von Shūto Kojima.